# Port Angeles
Port Angeles (kiejtése: ændʒəliːz/) az Amerikai Egyesült Államok északnyugati részén, Washington állam Clallam megyéjében elhelyezkedő város, a megye székhelye. A 2010. évi népszámlálási adatok alapján 19 038 lakosa van.
Port Angeles 1890. június 11-én városi, az évben később pedig megyeszékhelyi rangot kapott. A 2003-as hídépítési munkálatok során egy indián temetkezési helyet tártak fel, aholemberi csontokat és műtárgyakat találtak. 2016-ban a First és Oak utcák kereszteződésében klallam nyelvű utcanévtáblákat helyeztek ki.
A helyi közoktatási intézmények fenntartója a Port Angeles-i Tankerület. A városban van a Peninsula Főiskola székhelye.
A William R. Fairchild nemzetközi repülőtér a város nyugati határán fekszik.

## Éghajlat
A város éghajlata mediterrán (a Köppen-skála szerint Csb).
| Hónap                         | Jan.  | Feb.  | Már. | Ápr. | Máj. | Jún. | Júl. | Aug. | Szep. | Okt. | Nov.  | Dec.  | Év    |
| ----------------------------- | ----- | ----- | ---- | ---- | ---- | ---- | ---- | ---- | ----- | ---- | ----- | ----- | ----- |
| Rekord max. hőmérséklet (°C)  | 16,0  | 19,0  | 18,0 | 23,0 | 28,0 | 31,0 | 33,0 | 33,0 | 29,0  | 23,0 | 19,0  | 19,0  | 33,0  |
| Átlagos max. hőmérséklet (°C) | 7,3   | 8,1   | 9,7  | 12,1 | 15,0 | 17,5 | 20,1 | 20,3 | 18,2  | 13,6 | 9,2   | 6,7   | 13,2  |
| Átlaghőmérséklet (°C)         | 4,1   | 4,3   | 5,7  | 7,9  | 10,6 | 13,1 | 15,1 | 15,3 | 13,2  | 9,2  | 5,7   | 3,5   | 9,0   |
| Átlagos min. hőmérséklet (°C) | 0,7   | 0,6   | 1,8  | 3,8  | 6,2  | 8,7  | 10,2 | 10,4 | 8,2   | 4,9  | 2,2   | 0,2   | 4,8   |
| Rekord min. hőmérséklet (°C)  | −18,0 | −17,0 | −9,0 | −3,0 | −1,0 | 1,0  | 2,0  | 3,0  | −1,0  | −4,0 | −11,0 | −12,0 | −18,0 |
| Átl. csapadékmennyiség (mm)   | 112   | 53    | 66   | 46   | 36   | 20   | 20   | 28   | 25    | 66   | 119   | 99    | 690   |
| Forrás: Weatherbase           |       |       |      |      |      |      |      |      |       |      |       |       |       |

## Népesség
A 2010-es népszámláláskor a városnak 19 038 lakója, 8459 háztartása és 4808 családja volt. A népsűrűség 505,9 fő/km2. A lakóegységek száma 9272, sűrűségük 246,4 db/km2. A lakosok 88,9%-a fehér, 0,8%-a afroamerikai, 3,2%-a indián, 1,8%-a ázsiai, 0,2%-a a Csendes-óceáni szigetekről származik, 0,9%-a egyéb, 4,3%-a pedig kettő vagy több etnikumú. A spanyol vagy latino származásúak aránya 4% (   )
A háztartások 25,7%-ában élt 18 évnél fiatalabb. 39,9% házas, 11,8% egyedülálló nő, 5,1% egyedülálló férfi, 43,2% pedig nem család. 35,5% egyedül élt; 14,6%-uk 65 éves vagy idősebb. Egy háztartásban átlagosan 2,19 személy élt; a családok átlagmérete 2,79 fő.
A medián életkor 41,6 év volt. A város lakóinak 20,6%-a 18 évesnél fiatalabb, 9,7% 18 és 24 év közötti, 23,4%-uk 25 és 44 év közötti, 28,3%-uk 45 és 64 év közötti, 18%-uk pedig 65 éves vagy idősebb. A lakosok 48,6%-a férfi, 51,4%-a pedig nő.

## Média
Az 1916 és 1972 között kiadott Port Angeles Evening News utódja a szombat kivételével mindennap megjelenő megjelenő Peninsula Daily News.
| Középhullám      | Középhullám      |
| Hívójel          | Frekvencia (kHz) |
| ---------------- | ---------------- |
| KONP             | 1450             |
| Ultrarövidhullám |                  |
| Hívójel          | Frekvencia (MHz) |
| KAWZ             | 88,3             |
| KVIX             | 89,3             |
| KNWP             | 90,1             |
| KLOV             | 90,9             |
| KAWZ             | 99,1             |
| KONP             | 101,7            |
| KSTI             | 102,1            |

## Nevezetes személyek
- Arnie Roblan, politikus[20]
- Derek Kilmer, politikus[21]
- Ellie Mathews, író[22]
- Harold G. Bradbury, ellentengernagy[23]
- Jeff Ridgway, baseballozó[24]
- Jim Michalczik, amerikaifutball-edző[25]
- John Elway, amerikaifutball-játékos[26]
- Matthew Dryke, sportlövő[27]
- Patrick Haggerty, countryénekes[28]
- Raymond Carver, író[29]
- Robert Hopkins Miller, diplomata[30]
- Scott Bower, labdarúgó[31]
- Seán Mac Falls, költő[32]
- Tess Gallagher, író[33]

## Testvérváros
- Mucu, Japán[34]

## Fordítás
- Ez a szócikk részben vagy egészben  a   Port Angeles, Washington című angol Wikipédia-szócikk ezen változatának fordításán alapul.  Az eredeti cikk szerkesztőit annak laptörténete sorolja fel. Ez a jelzés csupán a megfogalmazás eredetét és a szerzői jogokat jelzi, nem szolgál a cikkben szereplő információk forrásmegjelöléseként.